# BR-060
La BR-060 es una carretera federal radial brasileña. Su punto de partida es en la ciudad de Brasilia, y el final, en Bela Vista, en la frontera con Paraguay. Pasa por el Distrito Federal y los estados de Goiás y Mato Grosso del Sur.

## Duplicación
En el Distrito Federal y en el Estado de Goiás, la carretera tiene 521 km duplicados, entre Brasilia y Jataí. El tramo entre Brasilia y Goiânia se duplicó por completo en 2007. El tramo entre Goiânia y Jataí se duplicó en 2012.

## Importancia económica

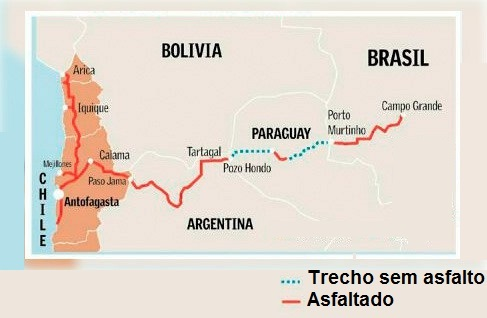
Corredor Bioceánico, la nueva carretera entre Brasil, Paraguay, Argentina y Chile

La carretera ayuda en el flujo de la producción agrícola en la Región Centro-Oeste, que se especializa en soja, maíz, caña de azúcar, tomate, frijol, en la siembra de eucalipto para la producción de celulosa y papel, y en la ganadería. Goiás y Mato Grosso do Sul también tienen una exploración mineral considerable, produciendo mucho mineral de hierro, níquel y cobre, además de oro, manganeso y niobio. La BR-060 servirá en el futuro como enlace con el Corredor Bioceánico que se está construyendo con otros 3 países sudamericanos, conectando Campo Grande con Antofagasta, pasando por Paraguay, norte de Argentina y norte de Chile.
La carretera también es de importancia turística, ya que conecta con Pantanal, el humedal más grande del mundo, y Bonito, una importante ciudad turística brasileña.